# Schaatsen op de Olympische Winterspelen 1988
Schaatsen is een van de sporten die beoefend werden tijdens de Olympische Winterspelen 1988 in Calgary, Canada.
Het schaatstoernooi kende een primeur. Het schaatsevenement werd in de Olympic Oval gehouden. Voor het eerst werden de wedstrijden verreden op een overdekte ijsbaan. 
Voor Nederland zal Calgary vooral bekend blijven als de spelen van Yvonne van Gennip. Zij werd de koningin van de Spelen door drie gouden medailles te veroveren. Haar successen lieten de mannen een beetje in de schaduw staan. Toch zorgden ook de mannen voor een primeur. Jan Ykema werd de eerste Nederlandse schaatser die een zilveren medaille wist te winnen op de korte afstand, de 500 meter.

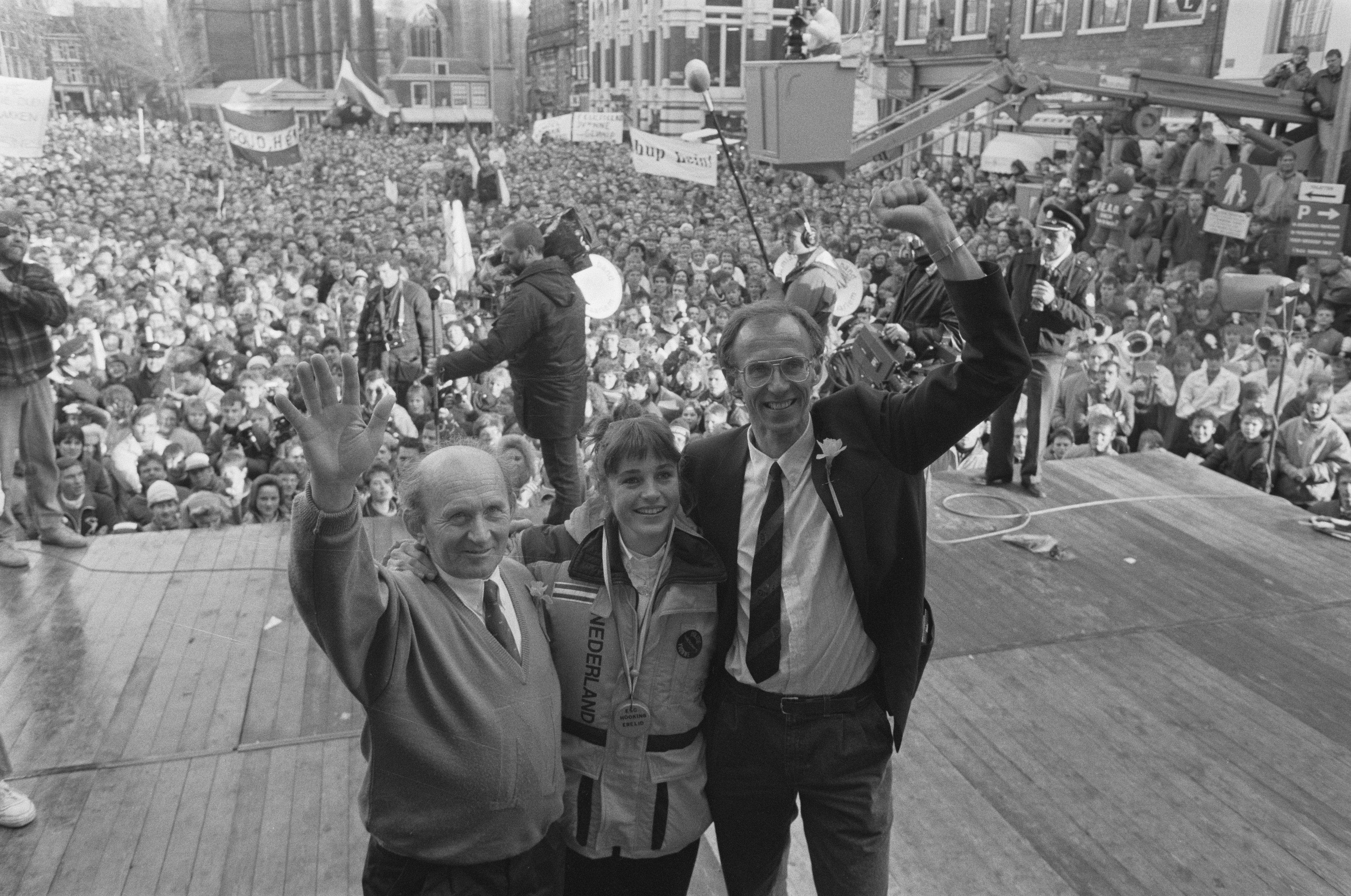
Huldiging Yvonne van Gennip in Haarlem, met coaches Egbert van 't Oever en Tjaard Kloosterboer.

De belangrijkste resultaten per afstand worden hieronder vermeld.

## Heren

### 500 m
| Rang   | Sporter(s)       | Land | Tijd  | Verschil |
| ------ | ---------------- | ---- | ----- | -------- |
| Goud   | Uwe-Jens Mey     | GDR  | 36,45 | WR       |
| Zilver | Jan Ykema        | NED  | 36,76 | + 0,31   |
| Brons  | Akira Kuroiwa    | JPN  | 36,77 | + 0,32   |
| 4      | Sergej Fokitsjev | URS  | 36,82 | + 0,37   |
| 5      | Bae Ki-tae       | KOR  | 36,90 | + 0,45   |
| 6      | Igor Zjelezovski | URS  | 36,94 | + 0,49   |
| 7      | Guy Thibault     | CAN  | 36,96 | + 0,51   |
| 8      | Nick Thometz     | USA  | 37,16 | + 0,71   |
|        |                  |      |       |          |
| 16     | Menno Boelsma    | NED  | 37,52 | + 1,07   |
| 24     | Hein Vergeer     | NED  | 37,80 | + 1,35   |

### 1000 m
| Rang   | Sporter(s)         | Land | Tijd    | Verschil |
| ------ | ------------------ | ---- | ------- | -------- |
| Goud   | Nikolaj Goeljajev  | URS  | 1:13,03 | OR       |
| Zilver | Uwe-Jens Mey       | GDR  | 1:13,11 | + 0,08   |
| Brons  | Igor Zjelezovski   | URS  | 1:13,19 | + 0,16   |
| 4      | Eric Flaim         | USA  | 1:13,53 | + 0,50   |
| 5      | Gaétan Boucher     | CAN  | 1:13,77 | + 0,74   |
| 6      | Michael Hadschieff | AUT  | 1:13,84 | + 0,81   |
| 7      | Guy Thibault       | CAN  | 1:14,16 | + 1,13   |
| 8      | Peter Adeberg      | GDR  | 1:14,19 | + 1,16   |
|        |                    |      |         |          |
| 15     | Hein Vergeer       | NED  | 1:14,62 | + 1,59   |
| 16     | Menno Boelsma      | NED  | 1:15,34 | + 2,31   |
|        | Jan Ykema          | NED  | DNF     |          |

### 1500 m
| Rang   | Sporter(s)         | Land | Tijd    | Verschil |
| ------ | ------------------ | ---- | ------- | -------- |
| Goud   | André Hoffmann     | GDR  | 1:52,06 | WR       |
| Zilver | Eric Flaim         | USA  | 1:52,12 | + 0,06   |
| Brons  | Michael Hadschieff | AUT  | 1:52,31 | + 0,26   |
| 4      | Igor Zjelezovski   | URS  | 1:52,63 | + 0,58   |
| 5      | Toru Aoyanagi      | JPN  | 1:52,85 | + 0,80   |
| 6      | Aleksandr Klimov   | URS  | 1:52,97 | + 0,92   |
| 7      | Nikolaj Goeljajev  | URS  | 1:53,04 | + 0,99   |
| 8      | Peter Adeberg      | GDR  | 1:53,57 | + 1,52   |
|        |                    |      |         |          |
| 27     | Hein Vergeer       | NED  | 1:56,63 | + 4,58   |

### 5000 m
| Rang   | Sporter(s)         | Land | Tijd    | Verschil |
| ------ | ------------------ | ---- | ------- | -------- |
| Goud   | Tomas Gustafson    | SWE  | 6:44,63 | OR       |
| Zilver | Leo Visser         | NED  | 6:44,98 | + 0,35   |
| Brons  | Gerard Kemkers     | NED  | 6:45,92 | + 1,29   |
| 4      | Eric Flaim         | USA  | 6:47,09 | + 2,46   |
| 5      | Michael Hadschieff | AUT  | 6:48,72 | + 4,09   |
| 6      | Dave Silk          | USA  | 6:49,95 | + 5,32   |
| 7      | Geir Karlstad      | NOR  | 6:50,88 | + 6,25   |
| 8      | Roland Freier      | GDR  | 6:51,42 | + 6,79   |
|        |                    |      |         |          |
| 13     | Herbert Dijkstra   | NED  | 6:54,63 | + 10,00  |

### 10.000 m
| Rang   | Sporter(s)         | Land | Tijd     | Verschil |
| ------ | ------------------ | ---- | -------- | -------- |
| Goud   | Tomas Gustafson    | SWE  | 13:48,20 | WR       |
| Zilver | Michael Hadschieff | AUT  | 13:56,11 | + 7,91   |
| Brons  | Leo Visser         | NED  | 14:00,55 | + 12,35  |
| 4      | Eric Flaim         | USA  | 14:05,57 | + 17,37  |
| 5      | Gerard Kemkers     | NED  | 14:08,34 | + 20,14  |
| 6      | Juri Kljujev       | URS  | 14:09,68 | + 21,48  |
| 7      | Roberto Sighel     | ITA  | 14:13,60 | + 25,40  |
| 8      | Roland Freier      | GDR  | 14:19,16 | + 30,96  |
|        |                    |      |          |          |
| 11     | Herbert Dijkstra   | NED  | 14:22,53 | + 34,33  |

## Dames

### 500 m
| Rang   | Sporter(s)             | Land | Tijd  | Verschil |
| ------ | ---------------------- | ---- | ----- | -------- |
| Goud   | Bonnie Blair           | USA  | 39,10 | WR       |
| Zilver | Christa Rothenburger   | GDR  | 39,12 | + 0,02   |
| Brons  | Karin Kania            | GDR  | 39,24 | + 0,14   |
| 4      | Angela Stahnke         | GDR  | 39,68 | + 0,58   |
| 5      | Seiko Hashimoto        | JPN  | 39,74 | + 0,64   |
| 6      | Shelley Rhead          | CAN  | 40,36 | + 1,26   |
| 7      | Monika Holzner-Gawenus | FRG  | 40,53 | + 1,43   |
| 8      | Shoko Fusano           | JPN  | 40,61 | + 1,51   |
|        |                        |      |       |          |
| 15     | Ingrid Haringa         | NED  | 41,12 | + 2,02   |
| 17     | Christine Aaftink      | NED  | 41,22 | + 2,12   |

### 1000 m
| Rang   | Sporter(s)           | Land | Tijd    | Verschil |
| ------ | -------------------- | ---- | ------- | -------- |
| Goud   | Christa Rothenburger | GDR  | 1:17,65 | WR       |
| Zilver | Karin Kania          | GDR  | 1:17,70 | + 0,05   |
| Brons  | Bonnie Blair         | USA  | 1:18,31 | + 0,66   |
| 4      | Andrea Ehrig         | GDR  | 1:19,32 | + 1,67   |
| 5      | Seiko Hashimoto      | JPN  | 1:19,75 | + 2,10   |
| 6      | Angela Stahnke       | GDR  | 1:20,05 | + 2,40   |
| 7      | Leslie Bader         | USA  | 1:21,09 | + 3,44   |
| 8      | Katie Class          | USA  | 1:21,10 | + 3,45   |
|        |                      |      |         |          |
| 12     | Christine Aaftink    | NED  | 1:21,63 | + 3,98   |
| 21     | Ingrid Haringa       | NED  | 1:23,15 | + 5,50   |

### 1500 m
| Rang   | Sporter(s)        | Land | Tijd    | Verschil |
| ------ | ----------------- | ---- | ------- | -------- |
| Goud   | Yvonne van Gennip | NED  | 2:00,68 | OR       |
| Zilver | Karin Kania       | GDR  | 2:00,82 | + 0,14   |
| Brons  | Andrea Ehrig      | GDR  | 2:01,49 | + 0,81   |
| 4      | Bonnie Blair      | USA  | 2:04,02 | + 3,34   |
| 5      | Jelena Lapoega    | URS  | 2:04,24 | + 3,56   |
| 6      | Seiko Hashimoto   | JPN  | 2:04,38 | + 3,70   |
| 7      | Gunda Kleemann    | GDR  | 2:04,68 | + 4,00   |
| 7      | Erwina Rys-Ferens | POL  | 2:04,68 | + 4,00   |
|        |                   |      |         |          |
| 12     | Marieke Stam      | NED  | 2:07,00 | + 6,32   |

### 3000 m
| Rang   | Sporter(s)        | Land | Tijd    | Verschil |
| ------ | ----------------- | ---- | ------- | -------- |
| Goud   | Yvonne van Gennip | NED  | 4:11,94 | WR       |
| Zilver | Andrea Ehrig      | GDR  | 4:12,09 | + 0,15   |
| Brons  | Gabi Zange        | GDR  | 4:16,92 | + 4,98   |
| 4      | Karin Kania       | GDR  | 4:18,80 | + 6,86   |
| 5      | Erwina Rys-Ferens | POL  | 4:22,59 | + 10,65  |
| 6      | Svetlana Bojko    | URS  | 4:22,90 | + 10,96  |
| 7      | Seiko Hashimoto   | JPN  | 4:23,29 | + 11,35  |
| 7      | Jelena Lapoega    | URS  | 4:23,29 | + 11,35  |
|        |                   |      |         |          |
| 16     | Marieke Stam      | NED  | 4:28,92 | + 16,98  |
|        | Ingrid Paul       | NED  | DQ      |          |

### 5000 m
| Rang   | Sporter(s)        | Land | Tijd    | Verschil |
| ------ | ----------------- | ---- | ------- | -------- |
| Goud   | Yvonne van Gennip | NED  | 7:14,13 | WR       |
| Zilver | Andrea Ehrig      | GDR  | 7:17,12 | + 2,99   |
| Brons  | Gabi Zange        | GDR  | 7:21,61 | + 7,48   |
| 4      | Svetlana Bojko    | URS  | 7:28,39 | + 14,26  |
| 5      | Jelena Lapoega    | URS  | 7:28,65 | + 14,52  |
| 6      | Seiko Hashimoto   | JPN  | 7:34,43 | + 20,30  |
| 7      | Gunda Kleemann    | GDR  | 7:34,59 | + 20,46  |
| 8      | Jasmin Krohn      | SWE  | 7:36,56 | + 22,43  |
|        |                   |      |         |          |
| 13     | Marieke Stam      | NED  | 7:38,02 | + 23,89  |
| 14     | Ingrid Paul       | NED  | 7:40,67 | + 26,54  |

## Medaillespiegel
| Plaats | Land             | NOC    | Goud | Zilver | Brons | Totaal |
| ------ | ---------------- | ------ | ---- | ------ | ----- | ------ |
| 1      | DDR              | GDR    | 3    | 6      | 4     | 13     |
| 2      | Nederland        | NED    | 3    | 2      | 2     | 7      |
| 3      | Zweden           | SWE    | 2    | 0      | 0     | 2      |
| 4      | Verenigde Staten | USA    | 1    | 1      | 1     | 3      |
| 5      | Sovjet-Unie      | URS    | 1    | 0      | 1     | 2      |
| 6      | Oostenrijk       | AUT    | 0    | 1      | 1     | 2      |
| 7      | Japan            | JPN    | 0    | 0      | 1     | 1      |
| Totaal | Totaal           | Totaal | 10   | 10     | 10    | 30     |

Chamonix 1924 · 
St. Moritz 1928 · 
Lake Placid 1932 · 
Garmisch-Partenkirchen 1936 · 
St. Moritz 1948 · 
Oslo 1952 · 
Cortina d'Ampezzo 1956 · 
Squaw Valley 1960 · 
Innsbruck 1964 · 
Grenoble 1968 · 
Sapporo 1972 · 
Innsbruck 1976 · 
Lake Placid 1980 · 
Sarajevo 1984 · 
Calgary 1988 · 
Albertville 1992 · 
Lillehammer 1994 · 
Nagano 1998 · 
Salt Lake City 2002 · 
Turijn 2006 · 
Vancouver 2010 · 
Sotsji 2014 · 
Pyeongchang 2018 · 
Peking 2022
Lijst van olympische medaillewinnaars
Alpineskiën · Biatlon · Bobsleeën · Curling (demonstratie) · Freestyleskiën (demonstratie) · Kunstrijden · Langlaufen · Noordse combinatie · Rodelen · Schaatsen · Schansspringen · Shorttrack (demonstratie) · IJshockey